# Kikół (gmina)
Kikół (daw. gmina Kikoł) – gmina miejsko-wiejska w Polsce w województwie kujawsko-pomorskim, w powiecie lipnowskim. W latach 1975–1998 gmina administracyjnie należała do województwa włocławskiego.
Według danych z 30 czerwca 2004 gminę zamieszkiwały 7234 osoby.
Za Królestwa Polskiego gmina należała do powiatu lipnowskiego w guberni płockiej. 13 stycznia 1870 do gminy przyłączono pozbawiony praw miejskich Kikół.

## Struktura powierzchni
Według danych z roku 2002 gmina Kikół ma obszar 98,2 km², w tym:
- użytki rolne: 84%
- użytki leśne: 2%

Gmina stanowi 9,67% powierzchni powiatu.

## Demografia

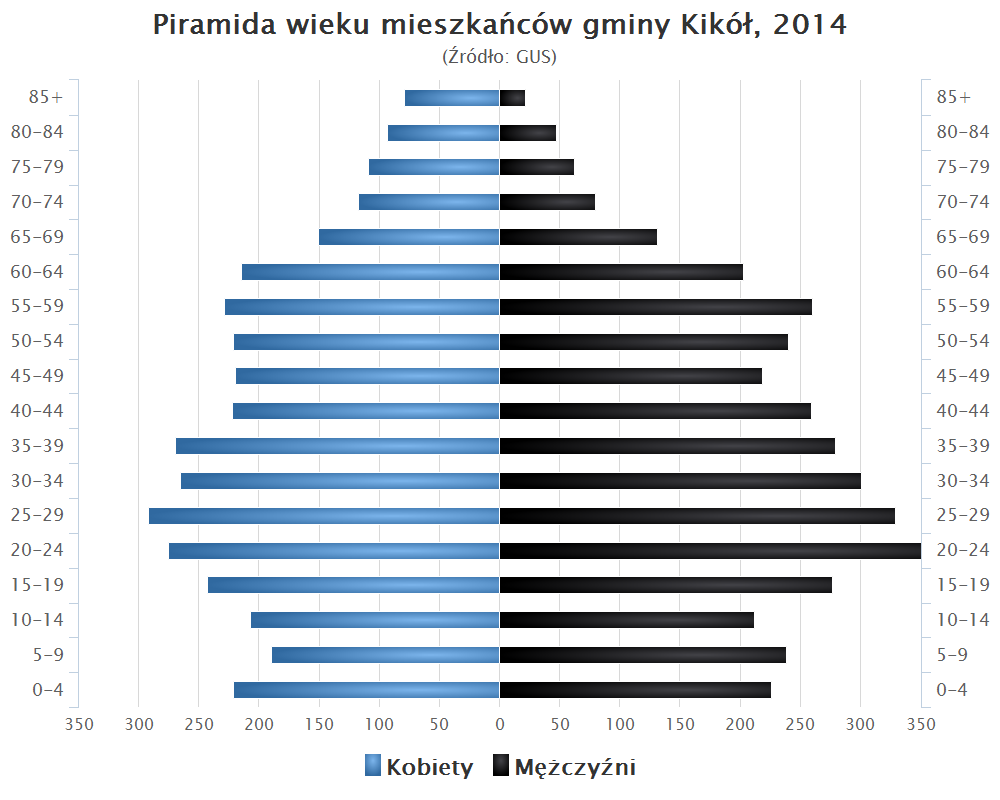
Piramida wieku mieszkańców gminy Kikół w 2014 roku

Dane z 30 czerwca 2004:
| Opis                              | Ogółem | Ogółem | Kobiety | Kobiety | Mężczyźni | Mężczyźni |
| --------------------------------- | ------ | ------ | ------- | ------- | --------- | --------- |
| jednostka                         | osób   | %      | osób    | %       | osób      | %         |
| populacja                         | 7234   | 100    | 3607    | 49,9    | 3627      | 50,1      |
| gęstość zaludnienia (mieszk./km²) | 73,7   | 73,7   | 36,7    | 36,7    | 36,9      | 36,9      |

## Zabytki
Wykaz zarejestrowanych zabytków nieruchomych na terenie gminy:
- kaplica, obecnie kościół filialny pod wezwaniem św. Piotra i Pawła z 1778 roku w Grodzeniu, nr A/427 z 28.06.1988 roku
- zespół dworski z drugiej połowy XIX w. w Hornówku, obejmujący: dwór; park; bramę wjazdową, nr 200/A z 23.04.1986 roku
- zespół kościelny parafii pod wezwaniem św. Wojciecha w miejscowości Kikół, obejmujący: kościół z lat 1904–1909; cmentarz przykościelny; ogrodzenie, nr A/491/1-3 z 29.08.1996 roku
- cmentarz katolicki z drugiej połowy XIX w. w miejscowości Kikół wraz z kaplicą; bramą z ogrodzeniem, nr 390/A z 16.08.1996 roku
- zespół pałacowy z 1790 roku w miejscowości Kikół, obejmujący: pałac; oficynę; park z aleją dojazdową, nr 204 z 29.12.1952 roku
- zespół dworski w Lubiniu, obejmujący: dwór z drugiej połowy XIX w.; park, nr 85/A z 20.09.1982 roku
- zespół dworski z początku XIX w. w Niedźwiedziu, obejmujący: dwór drewniano-murowany; park, nr 202/A z 23.04.1986 roku
- kościół parafii pod wezwaniem Świętego Krzyża z 1897 roku w miejscowości Sumin, nr A/423 z 29.03.1988 roku
- zespół dworski i folwarczny z pierwszej połowy XIX w. w miejscowości Sumin, obejmujący: dwór; park; folwark: rządcówkę; hydrofornię; czworak; chlewnię; spichrz; oborę; gorzelnię; magazyn spirytusu, nr 201/A z 23.04.1988 roku
- zespół klasztorny karmelitów w Trutowie, obejmujący: kościół pod wezwaniem św. Anny z lat 1725–1738; klasztor; cmentarz przykościelny; ogrodzenie z bramą, nr A/783/1-4 z 22.04.1986 roku
- zespół dworski z przełomu XIX/XX w. w Trutowie, obejmujący: dwór; park, nr 199/A z 22.04.1986 roku
- zespół folwarczny z początku XIX w. w Woli, obejmujący: park; rządcówkę; czworaki; 2 magazyny; oborę, nr 203/A z 25.04.1986 roku.

## Miasto
Kikół

## Sołectwa
Ciełuchowo, Dąbrówka, Grodzeń, Hornówek, Janowo, Jarczechowo, Kikół-Wieś, Kołat-Rybniki, Konotopie, Lubin, Moszczonne, Sumin, Trutowo, Walentowo, Wola, Wolęcin, Wymyślin, Zajeziorze.

## Pozostałe miejscowości
Niedźwiedź, Wawrzonkowo.

## Sąsiednie gminy
Chrostkowo, Czernikowo, Lipno, Zbójno

## Miasta partnerskie
Hilden, Niemcy